# Yuko Takase
Yuko Takase (高瀬 優孝 Takase Yuko?, Saitama, 25 de noviembre de 1991) es un futbolista japonés que juega como defensa en el Aventura Kawaguchi.

## Trayectoria

### Clubes
| Club                         | País  | Año       |
| ---------------------------- | ----- | --------- |
| Omiya Ardija                 | Japón | 2014-2017 |
| Thespakusatsu Gunma (cedido) | Japón | 2016-2017 |
| Roasso Kumamoto              | Japón | 2018-2019 |
| Thespakusatsu Gunma          | Japón | 2020      |
| Blaublitz Akita              | Japón | 2021-2022 |
| Aventura Kawaguchi           | Japón | 2023-     |